# Eclusa de ar

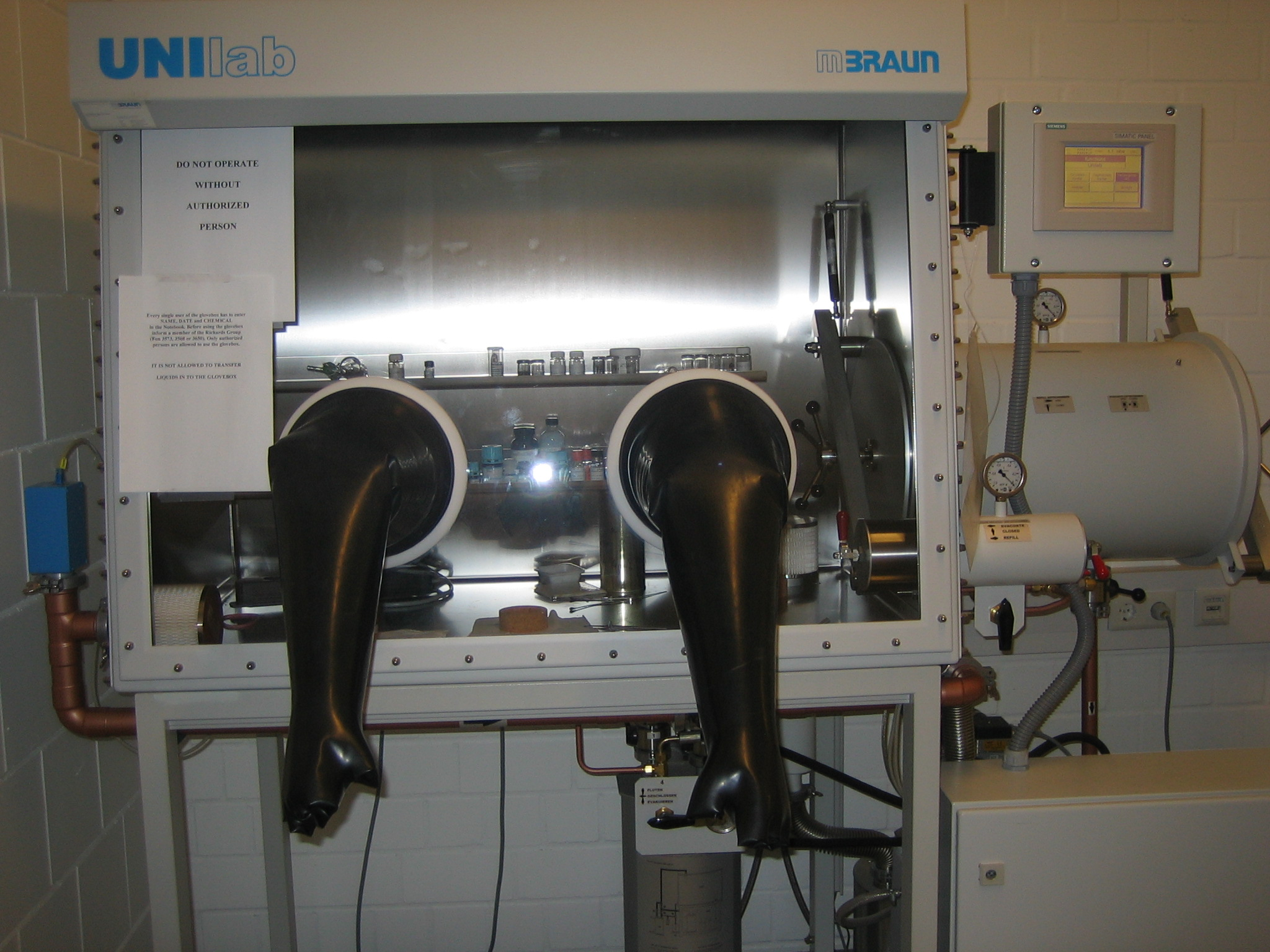
Uma caixa de manipulação com luvas para manipular substâncias sensíveis ao ar. Duas eclusas de ar (uma pequena e outra grande) estão conectadas à direita para introduzir e extrair pequenas amostras sem causar alteração à atmosfera interior.

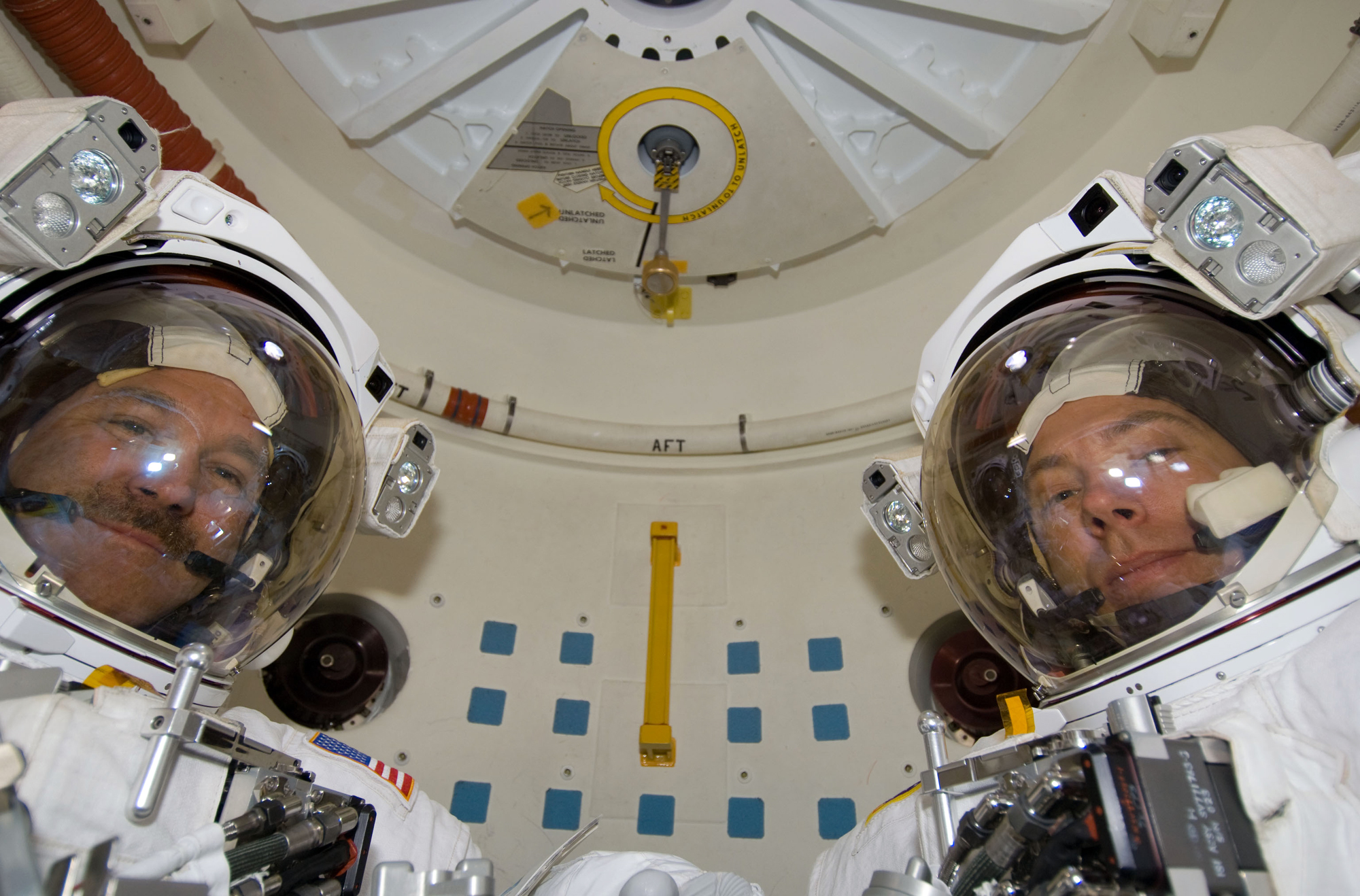
Uma eclusa de ar a bordo da Estação Espacial Internacional.

Uma eclusa de ar é um dispositivo que permite a passagem de pessoas  e objetos entre um recipiente sob pressão e seu entorno reduzindo a alteração de pressão no recipiente e sua perda de ar. A eclusa consiste numa pequena câmara com duas portas herméticas em série que não se abrem simultaneamente.
Pode ser definida também, de maneira simples, em arquitetura aplicada ao projeto de instalações insdustriais, como uma porta dupla com uma câmara intermediaria, sendo muito utilizada para acesso de cargas em galpões.
Uma eclusa de ar pode ser usada para separar entornos de diferentes gases mais que diferentes pressões, para evitar ou reduzir a mistura de gases, a alteração de sua composição, de onde, mais genericamente, a ecluxa torna-se uma eclusa de atmosfera, pois pode prestar-se a manter sem ar, por exemplo, uma determinada atmosfera específica (como o nitrogênio, inerte para muitas reações químicas), em aplicações laboratoriais e industriais.
Uma eclusa de ar pode ser usada sob a água para permitir a passagem de um entorno de ar em uma nave pressurizada a um exterior de água, em cujo caso a eclusa de ar pode conter água ou ar. A isto se chama uma eclusa de ar inundável ou uma eclusa de ar submarina, e se usa para evitar que a água entre em um submarino ou em um hábitat submarino ou em operações de construção subaquáticas e hiperbáricas (como na escavação de túneis e construção de ensecadeiras), quando pode ser tratada por eclusa de pessoal.

## Uso
Antes de abrir qualquer porta, a pressão do ar do espaço da câmara entre as portas é equalizado com a do ambiente além da porta, do lado aberto. Isto é análogo a uma eclusa de canal: uma seção interior, com duas portas estanques, em que o nível da água é variado para fazer coincidir o nível de água em ambos os lados.
Uma transição gradual da pressão minimiza as flutuações da temperatura do ar (ver lei de Boyle), que ajuda a reduzir a condensação e embaciamento, diminuindo tensões sobre os selos de ar e permitindo uma verificação segura da operação do traje pressurizado ou espacial.
Quando uma pessoa que não está em um traje pressurizado, e se move entre ambientes de pressões muito diferentes, uma eclusa de ar muda lentamente a pressão para ajudar com a equalização das cavidades de ar internas e para prevevir a doença de descompressão. Isto é crítico em mergulho, e um mergulhador pode ter que esperar em uma câmara por algumas horas, de acordo com tabelas de descompressão.